# 새뮤얼 P. 헌팅턴

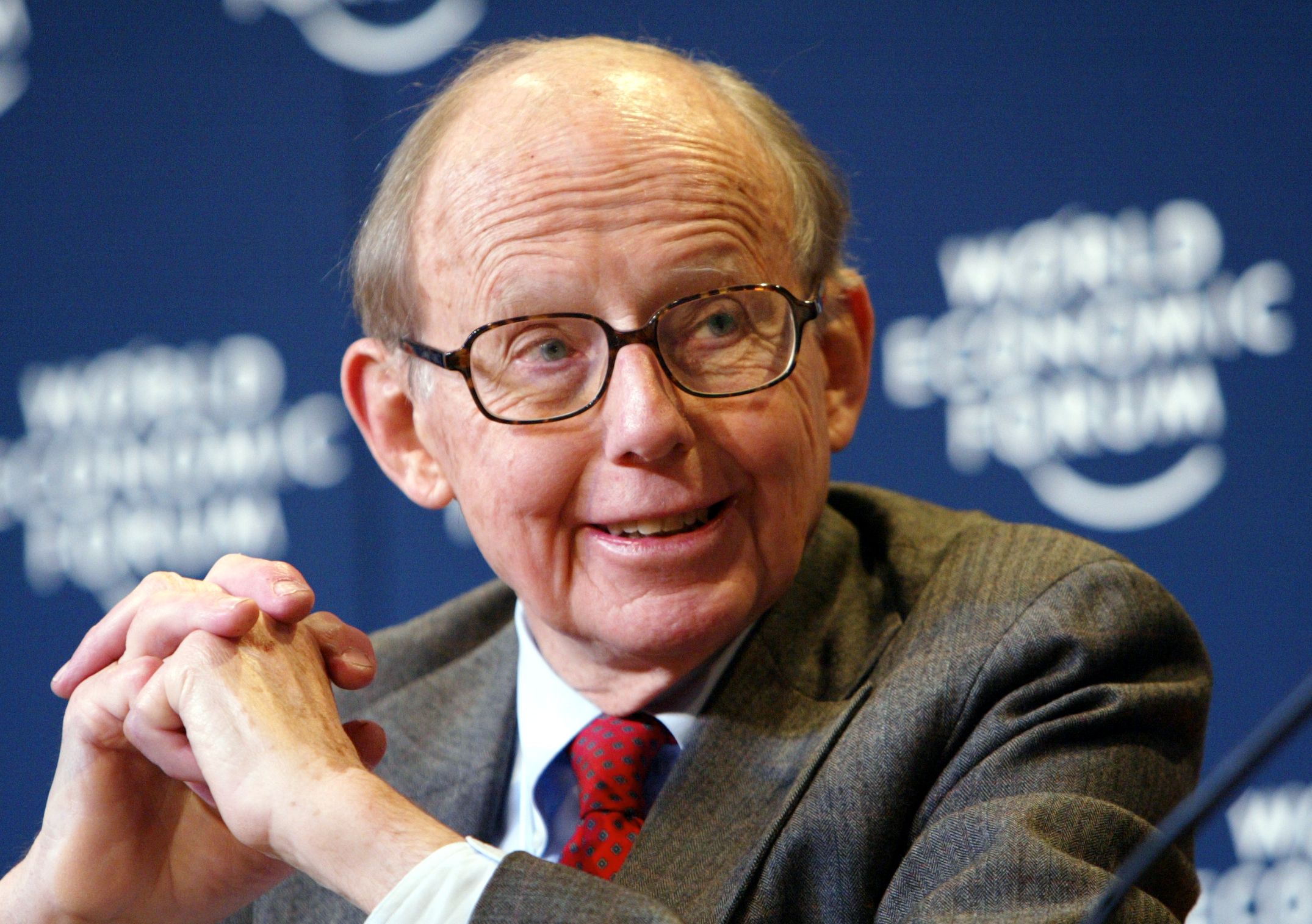
새뮤얼 헌팅턴 (2004)

새뮤얼 필립스 헌팅턴(Samuel Phillips Huntington, 1927년 4월 18일 ~ 2008년 12월 24일)은 미국의 정치학자이다. 생을 마감하기 전까지 하버드 대학에서 교수로 재직했으며 냉전 이후의 세계질서에 대해 다룬 《문명의 충돌》의 저자로 유명하다.

## 유년 생애와 학력
헌팅턴은 1927년 4월 18일 뉴욕에서 단편 작가 도로시 산본과 호텔 무역 저널의 발행인인 리차드 토마스 헌팅턴의 아들로 태어났다. 1946년 예일 대학교를 졸업했다. 미군에서 복무했으며, 1948년 시카고 대학에서 정치학 석사 학위를 취득한 뒤 1951년 하버드 대학교에서 박사 학위를 받았다. 그는 23세라는 매우 젊은 나이에 박사 학위를 받았다.

## 학문적 경력
그는 1950년부터 1959년까지 하버드에서 테뉴어를 거절받을 때까지 교수로 재직했다. 1959년부터 1962년까지 컬럼비아 대학교 정치학 교수로 재직했다. 또한, 그는 컬럼비아대학 전쟁과 평화 연구소의 부소장도 역임했다. 1963년에 그는 하버드에 종신교수로 돌아가 사망 전까지 하버드에서 연구하며 가르쳤다. 헌팅턴은 교수 생활중 하버드대 국제관계연구소 소장과 존 올린 전략연구소 소장, 미국 정치학회 회장 등을 지냈으며, 현실정치에도 일부 참여해 휴버트 험프리 부통령과 지미 카터 대통령의 자문역을 지냈고 1970년엔 동료 워렌 D. 만셀과 함께 <Foreign Policy紙>를 발간해 국제정치 학술지를 1977년까지 운영했다.
헌팅턴의 첫 번째 주요 책은《군인과 정부》였다. 《군인과 정부》(1957년)는 출간 당시 논란이 많았으나 현재 가장 영향력 있는 미국의 민-군관계 책으로 평가받고 있다. 그는 근대화 이론가들의 통념에 도전한 작품인 변화하는 사회 정치 질서(1968년)로 유명해졌다. 이 작품은 경제적, 사회적 진보가 최근 식민지화된 국가에서 안정된 민주국가를 만들어 낼 것이라는 것이었다. 그는 또한 민주주의의 위기의 공동저자였다.
헌팅턴은 2007년 은퇴할 때까지 계속해서 학부생들을 가르쳤다.

## 개인 생애
헌팅턴은 1956년에 당시 대통령 후보였던 애들레이 스티븐슨의 연설을 함께 구성할 때, 그의 아내인 낸시를 만났다. 그들에게는 니콜라스와 티모시라는 두 아들이 있다.
몇 년간의 건강 악화 후, 헌팅턴은 2008년 12월 24일 매사추세츠의 휴양지인 마서즈 빈야드에서 세상을 떠났다. 사인은 충혈성 심장 질환과 무증상 당뇨병의 합병증이었다.

## 주목할 만한 저서와 그의 주장

### 《사회변화중의 정치 질서》
1968년, 미국의 베트남 전쟁이 가장 격렬해졌을 때, 헌팅턴은 《사회변화중의 정치 질서》를 출판했는데, 이것은 지난 10년 동안 개발도상국에 대한 미국의 정책에 많은 영향을 주었던 근대화 이론에 대한 비판이었다.
헌팅턴은 사회가 현대화됨에 따라 사회가 더욱 복잡해지고 혼란스러워진다고 주장했다. 만약 이 장애를 일으키는 사회 현대화의 과정이 정치적이고 제도적인 근대화의 과정, 즉 근대화의 스트레스를 관리할 수 있는 정치 기관을 생산하는 과정과 일치하지 않는다면, 그 결과는 폭력이 될 수 있다.
1970년대, 헌팅턴은 민주적이면서도 독재적인 정부의 조언자였다. 1972년 브라질에서 메디치 정부 대표들을 만났고, 1년 후 그는 너무 빠른 정치 자유화, 점진적인 자유화, 멕시코 제도 혁명당의 이미지를 본뜬 강한 정당국가의 위험성에 대해 경고하는 "정치적 부패에 대한 접근법" 보고서를 발간했다.
1980년대, 그는 남아프리카 공화국의 조언자가 되었는데, 그는 정치질서에 대한 그의 생각을 아파르트헤이트를 개혁하고 증가하는 저항을 억누르기 위한 "전체 전략"을 짜는데 사용했다. 그는 남아프리카의 통치자들에게 개혁에 영향을 미치기 위해 국가의 억압적인 힘을 증가시키는 것이 필요할 수 있다고 확신시켰다. 그는 남아프리카 공화국 청중들에게 개혁 과정은 종종 "복제성, 속임수, 잘못된 가정, 그리고 목적적 맹목적인" 것을 요구한다고 말했다. 따라서 그는 아파르트헤이트를 없애기 보다는 "개혁"하려는 그의 호스트들의 프로젝트에 그의 미숙함 만을 주었다고 볼 수 있다.

### 《제 3의 물결》
헌팅턴은 1991년 저서 《제 3의 물결》에서 1974년 포르투갈의 혁명을 시작으로 유럽 중남미 아시아 아프리카 등 전 세계 60여 개국을 포함하는 제3의 물결의 민주화가 이뤄졌다고 주장했다.제 3의 물결에 따르면, 어떤 형태의 민주적 정권교체도 없다. 헌팅턴은 이 책으로 1992년 루이빌 대학 그래브마이어 상을 받았다.

### 《문명의 충돌》
1993년, 헌팅턴은 포린 어페어스지에 실린 영향력 있고 자주 인용되는 기사인 "문명의 충돌?"이라는 제목의 질문으로 국제 관계 이론가들 사이에 큰 논쟁을 불러일으켰다. 이 기사에서, 그는 소련의 붕괴 이후, 이슬람이 서구의 세계 지배에 가장 큰 장애가 될 것이라고 주장했다. 따라서 서방의 다음 큰 전쟁은 불가피하게 이슬람과 함께 할 것이라고 말했다. 냉전 이후의 지정학 및 "불안정의 필연성"에 대한 서술은 프랜시스 후쿠야마가 주창하는 영향력 있는 역사종말 논문과 대조적이다.
헌팅턴은 "문명의 충돌?"을 책으로 확장하여 1996년에 《문명의 충돌》를 출판했다. 이 기사와 책은 냉전 이후의 갈등이 이념적 차이보다는 문화적 차이 때문에 가장 빈번하고 격렬하게 일어날 것이라고 상정하고 있다. 냉전시대에는 자본주의 서부와 공산주의 동부 사이에 분쟁이 일어났지만, 이제는 세계 주요 문명들 사이에 7개의 문명과 8번째 문명의 가능성이 가장 높았다. (1) 서양, (2) 라틴 아메리카, (3) 이슬람, (4) 중국, (5) 힌두교로 이뤄진 문화 조직은 현대 세계와 주권국가의 고전적 개념을 대조한다. 현재와 미래의 갈등을 이해하기 위해서는 문화적 변화를 이해하고 국가가 아닌 문화를 전쟁의 이유로 받아들여야 한다. 따라서 서구 국가들이 문화적 긴장의 화해할 수 없는 본질을 인식하지 못한다면 우세를 잃게 될 것이다. 헌팅턴은 지정학적 조직과 구조에서 냉전 이후의 이러한 변화는 서방이 민주적 보편주의와 끊임없는 군사적 개입주의에 대한 반대를 버리고 문화적으로 강화해야 한다고 주장했다. 헌팅턴은 이 점을 강조하며 1996년 확장판에서 "인종 갈등과 문명 충돌의 신흥 세계에서 서구 문화의 보편성에 대한 서구의 믿음은 세 가지 문제를 겪고 있다: 그것은 거짓이고, 부도덕하며, 위험하다."고 주장했다.
서구 문명과 서구 기독교를 동일시하는 것은 헌팅턴의 독창적인 생각이 아니라 냉전 시대 이전의 전통적인 서구적 견해와 세분화였다. 비평가들(예: Le Monde Pradcolitique의 기사)은 "문명의 충돌과 세계질서의 리메이킹"을 미국이 일으킨 중국 및 세계 이슬람 및 정교회의 문화에 대한 서방의 침략의 이론적 정당성이라고 부른다. 다른 비평가들은 헌팅턴의 분류법이 단순하고 자의적이며, 문명의 내부 역학 및 당파적 긴장을 고려하지 않는다고 주장한다. 게다가 비판론자들은 헌팅턴이 엘리트들의 이념 동원과 인구의 미충족 사회경제적 요구를 갈등을 유발하는 진짜 인과적 요인으로 방치하고 있다고 주장하며 그의 새로운 패러다임은 현실주의적 박약에 불과하다고 비난하고 있다. 헌팅턴의 미국 정책에 대한 영향은 20세기 초 아시아 지도자들에 대한 역사학자 아놀드 토인비의 논쟁적인 종교 이론과 유사하다.

### 《우리는 누구인가-미국의 정체성 도전》
헌팅턴의 마지막 책 《우리는 누구인가-미국의 정체성 도전》은 2004년 5월에 출판되었다. 그것의 주제는 미국의 국가 정체성의 의미이며 그가 라틴 아메리카인들의 대규모 이민으로부터 문화적 위협이라고 묘사한 것인데, 헌팅턴은 이 문제가 미국을 "두 민족, 두 문화, 두 언어로 나눌 수 있다"고 말한다. 이 책에서, 그는 미국이 이민자들에게 영어를 채택하도록 강요하고, 미국은 라틴 아메리카와 이슬람 이민자들의 위협에 맞서 스스로를 구하기 위해 "개신교"로 눈을 돌릴 것을 요구했다. 학회지 정치관점의 서평에서 Gary M. 세구라 UCLA 공과대학장은 이 책이 분열된 견해와 미사여구로 인해 사회과학으로 간주되어서는 안 된다고 주장했다. 세구라는 또한 헌팅턴의 학문적 지위 때문에 헌팅턴의 저술은 용서할 수 없는 것이라고 말했는데, 이 작품은 학문의 작품이라기보다는 논쟁의 여지가 있다고 말했다.

## 미국 국립아카데미 논쟁
1986년 헌팅턴은 미국 과학 아카데미의 회원 후보로 지명되었다. 이 지명은 수학자 닐 코블리츠의 글에서 영감을 받은 예일대 수학자인 세르게 랭 교수가 반대했는데, 그는 헌팅턴이 수학을 잘못 사용하고 사이비 과학에 관여했다고 비난했다. 랭은 헌팅턴이 역사적 기록을 왜곡하고 사이비 수학을 사용하여 자신의 결론을 설득력 있게 만들었다고 주장했다. 랭의 이러한 주장은 성공했다. 그 결과, 헌팅턴은 미국 국립아카데미에 두 번 지명되었으나 두 번 모두 탈락하였다.

## 저서
- 《군인과 국가 - 민군관계의 이론과 정치》, 1957년
- 《사회변화중의 정치 질서》, 1968년
- 《제 3의 물결》, 1991년
- 《문명의 충돌》, 1996년
- 《우리는 누구인가-미국의 정체성 도전》, 2004년

## 같이 보기
- 민군 관계
- 역사사회학
- 국제관계론
- 근대화 이론
- 신제도주의
- 정치지리학
- 서양 문화